# Krčki most
Krčki most (stari naziv: Titov most) je lučni armiranobetonski most koji spaja otok Krk s hrvatskom obalom, dug 1430 metara. 

## Zemljopis
Izgrađen je na području između uvala Črišnjevo i Skot, a koje se nalaze u općini Kraljevica, s kopnene strane, na otoku Sveti Marko i na području općine Omišalj na otoku Krku. Otočić Sveti Marko poslužio je graditeljima za ukopavanje temelja oba luka mosta te kao „nosač“ ceste između dva luka. Velikim lukom premošten je morski tjesnac između Svetog Marka i kopna, „Tihi kanal“, a malim lukom, između Svetog Marka i Krka, „Burni kanal“.
Predio na kojemu je most izgrađen otvoren je sa sjeverne strane i podložan snažnim udarima bure zbog čega se most ponekad zatvara. 
Dubina mora ispod mosta kreće se do 60 metara s time da je veća ispod duljeg luka tj. između kopna i Svetog Marka.

## Povijest
Postojala je teza kako je još u srednjem vijeku postojao most, pretpostavljalo se drveni, koji je povezivao Krk s kopnom. U prilog tome je išla činjenica da su tadašnji vladari Krka, Frankopani postupno širili svoje posjede na obližnje kopno (Novi Vinodolski, Trsat, Modruš...). Ta je teorija svoje uporište imala u izvještaju prvog mletačkog upravitelja otokom Krkom Antonia Vinciguerre iz 1481. godine u kojem piše: ...„et stringes (Veglia) cum la terra ferma in una ponta per distantia di mezo miglio.“. Međutim, radi se zapravo o krivom tumačenju tog izvještaja; „stringesi“ zapravo znači „stiska se“, a ne „spaja se“, a riječ „ponta“ označava „oštar vrh“, „izbočinu“, a ne most jer bi tada trebalo pisat „ponte“. Iz riječi „ponta“ kasnije je u talijanskom jeziku nastala riječ „punta“. 
Prve konkretne ideje o mostovnom povezivanju otoka Krka s kopnom pojavile su se nakon Prvog svjetskog rata. Tada je obližnja Rijeka pripala Italiji pa njezinu ulogu važne luke preuzima Sušak. Ideja je bila izgraditi dio lučkih terminala na području Malinske na Krku, a preduvijet tome je bilo povezivanje otoka s kopnom. Bečka tvrtka „Wagner-Biro“ napravila je projekt čeličnog mosta oslonjenog na više stupova utemeljenih u morskom dnu. Projekat nije ostvaren zbog teške gospodarske situacije.
Nakon Drugog svjetskog rata obnovljena je ideja o gradnji mosta. 1960. godine počela je izrada studija koje su predlagale više vrsta mostova pa čak i gradnju tunela ispod mora. Na posljetku je izabrano rješenje betonsko-lučnog mosta preko otočića Sveti Marko, beogradskog projektanta Ilije Stojadinovića i njegovih suradnika Vukana Njagulja i Bojana Možine. 

### Izgradnja
Radovi na izgradnji mosta započeli su u srpnju 1976. godine, pod pokroviteljstvom predsjednika SFR Jugoslavije, Josipa Broza Tita. Most su četiri godine gradila poduzeća Mostogradnja iz Beograda i Hidroelektra iz Zagreba te je svečano otvoren 19. srpnja 1980. godine.

## Podatci o mostu
Ono čime se most isticao jest armirano-betonski luk od kopna do otočića Sveti Marko, s rasponom od 390 metara, što ga je u vrijeme izgradnje činilo najvećim takvim mostom na svijetu. 1995. godine nadmašio ga je most Wanxian preko rijeke Yantze u Kini, čiji raspon armirano-betonskog luka iznosi 420 metara. 
U prvih 20 godina mostom je prešlo 27,2 milijuna vozila.
Ljeti mostom u jednom danu prijeđe do 28 000 vozila.
Dana 17. siječnja 1987. godine u 19:25 sati na mostu je zabilježen udar bure od 220 km/h.
U most su ugrađene i cijevi Jadranskog naftovoda koji započinje u obližnjem Omišaljskom terminalu te vodovodne cijevi kojima se opskrbljuje industrija na području općine Omišalj. 2008. godine dograđene su još dvije cijevi za vodu, jedna za pitku vodu iz riječkog vodovodnog sustava, a zbog povećanih potreba za vodom na otoku naročito u ljetnim mjesecima, i druga za industrijska postrojenja INA-e koja uzima tehničku vodu iz Tribaljskog jezera u Vinodolu.

### Nadležnost
Most je dio državne ceste D102. Do rujna 2007. godine most je bio pod upravom državne firme „Hrvatske autoceste d.o.o.“, a od tada je pod koncesijom druge državne tvrtke, „Autocesta Rijeka-Zagreb d.d.“.

### Mostarina
Mostarina je trebala biti ukinuta kada se troškovi izgradnje otplate. Troškovi su otplaćeni 1990. godine, no mostarina nije ukinuta. To je s vremenom počelo izazivati sukobe između žitelja otoka i „Hrvatskih cesta“, koje su tada upravljale mostom. Rezultat je bilo oslobađanje otočana od plaćanja mostarine. Mostarinu se plaćalo samo s kopnene strane prema Krku. Paradoksalno, umjesto ukidanja, od 7. lipnja 2012. godine, mostarina je poskupila za 15 % te je iznosila 35-138 kuna. Krčki most je tako bio jedini most u Hrvatskoj na kojemu se naplaćivala mostarina, iako je dobit od naplate već višestruko isplatila sredstva uložena u njegovu gradnju. Mostarina je u potpunosti ukinuta tek 15. lipnja 2020. godine.

### Održavanje i planovi za izgradnju novog mosta
Iako se zbog snažnih udara bure most tijekom godine često zatvara za određene skupine vozila, ponekad i za sav promet, novija istraživanja ukazuju da bura nije najveća prijetnja mostu, već je to sol. Most je godinama nedovoljno održavan, iako je donosio velike prihode. Sol je nanijela znatne štete mostovnoj konstrukciji. Naime, sol nagriza beton i stvara pukotine kroz koje ulazi sve dublje pa i do armature, a stvorene pukotine u zimskim mjesecima se usto znatno povećavaju djelovanjem leda. Prema neslužbenim podacima, šteta prouzročena zbog soli i neprikladnog održavanja je tolika da je sanacija mosta neisplativa. 
Zbog toga, ali i zbog proširenja lučkih terminala na Krku, te zbog sve većeg prometa mostom, posljednjih godina se razmatra gradnja novog mosta i zatvaranje postojećeg. Novi most ne bi se gradilo na mjestu sadašnjega, nego kilometar južnije na području gdje se otok Krk, točnije njegov poluotok Lanterna, najviše približio kopnu – na svega 600-tinjak metara. Novi Krčki most imao bi 4 prometne trake kojima bi išla autocesta do iza Malinske, te željezničku prugu koja bi vodila do budućeg kontejnerskog terminala kraj Omišlja.

## Ostalo
Riječki navijači od 2017. svakog 4. kolovoza uvečer održavaju manifestaciju „Oluja na Kvarneru” kojom obilježavaju Dan pobjede i domovinske zahvalnosti i Dan hrvatskih branitelja paljenjem 222 baklje na mostu u spomen na isti broj poginulih hrvatskih branitelja iz Primorsko-goranske županije.

## Vanjske poveznice
- Slike mosta u izgradnji  Arhivirana inačica izvorne stranice od 19. kolovoza 2005. (Wayback Machine)
- Krčki most na portalu structurae.de (engl.), (njem.)
- Kopno – Sv. Marko – otok Krk   Arhivirana inačica izvorne stranice od 28. studenoga 2007. (Wayback Machine) (engl.)